# Claudio Rinaldi (pittore)

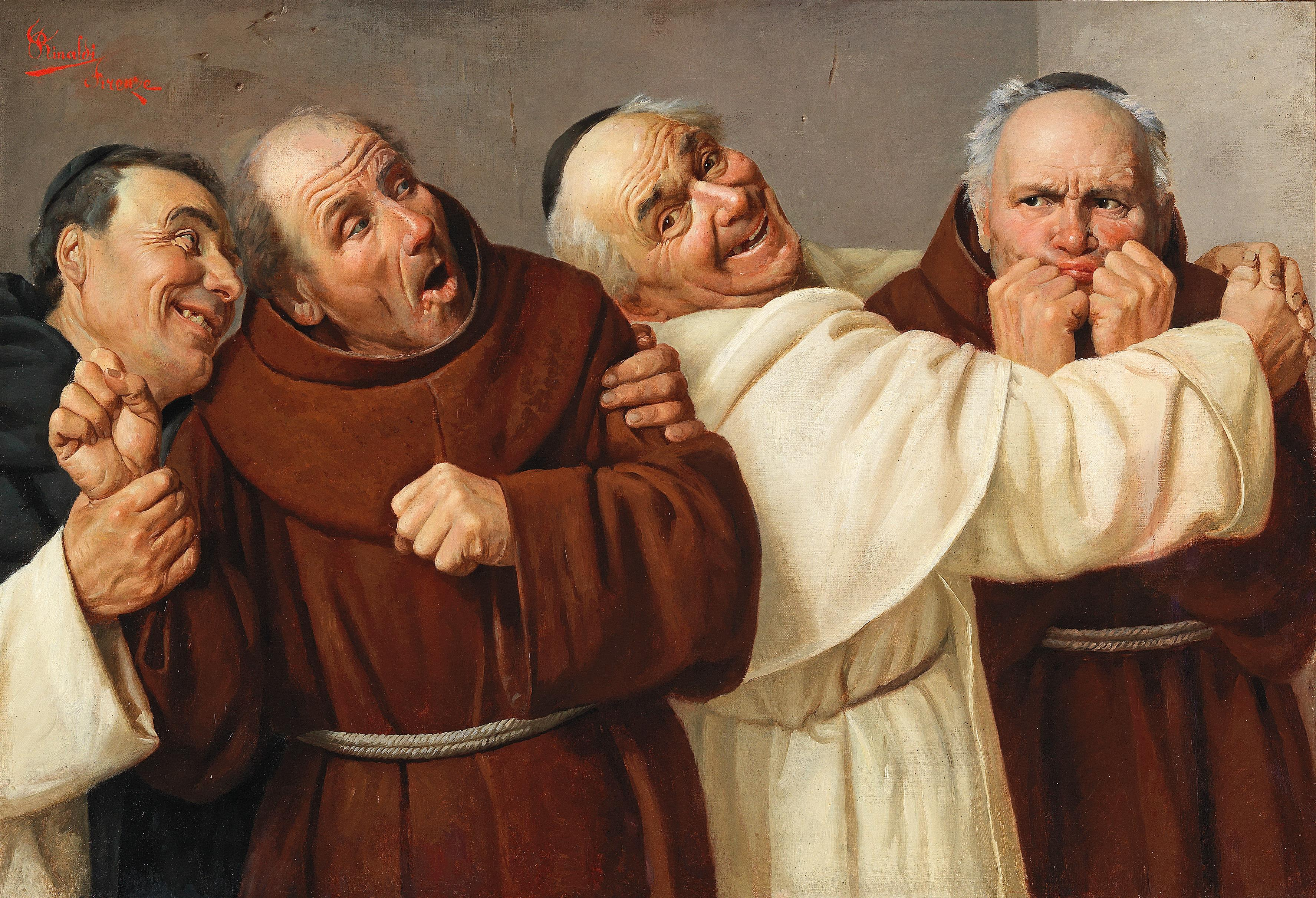
Quattro monaci di Claudio Rinaldi

Claudio Rinaldi (Urbania, 1852 – dopo il 1909) è stato un pittore italiano.

## Biografia
Risiedeva a Firenze, ove nel 1874-1875 studiò all'Accademia di Belle Arti grazie ad una borsa di studio ricevuta dall'Istituto di Belle Arti di Urbino. Attivo principalmente nella pittura di genere, nel 1884 espose a Torino La pappa della nonna e La stanchezza; alla Promotrice di Firenze: All'ombra, Carola reggimi e Una vecchia che si scalda. Altre opere di Rinaldi sono: Una vecchia usuraia, L'amico dei gatti, La stanchezza vince la fama, La zitteliona, Il regalo del nonno, L'innocenza e La mamma laboriosa. Uno dei pittori di cui fu mentore fu Filippo Marfori Savini.

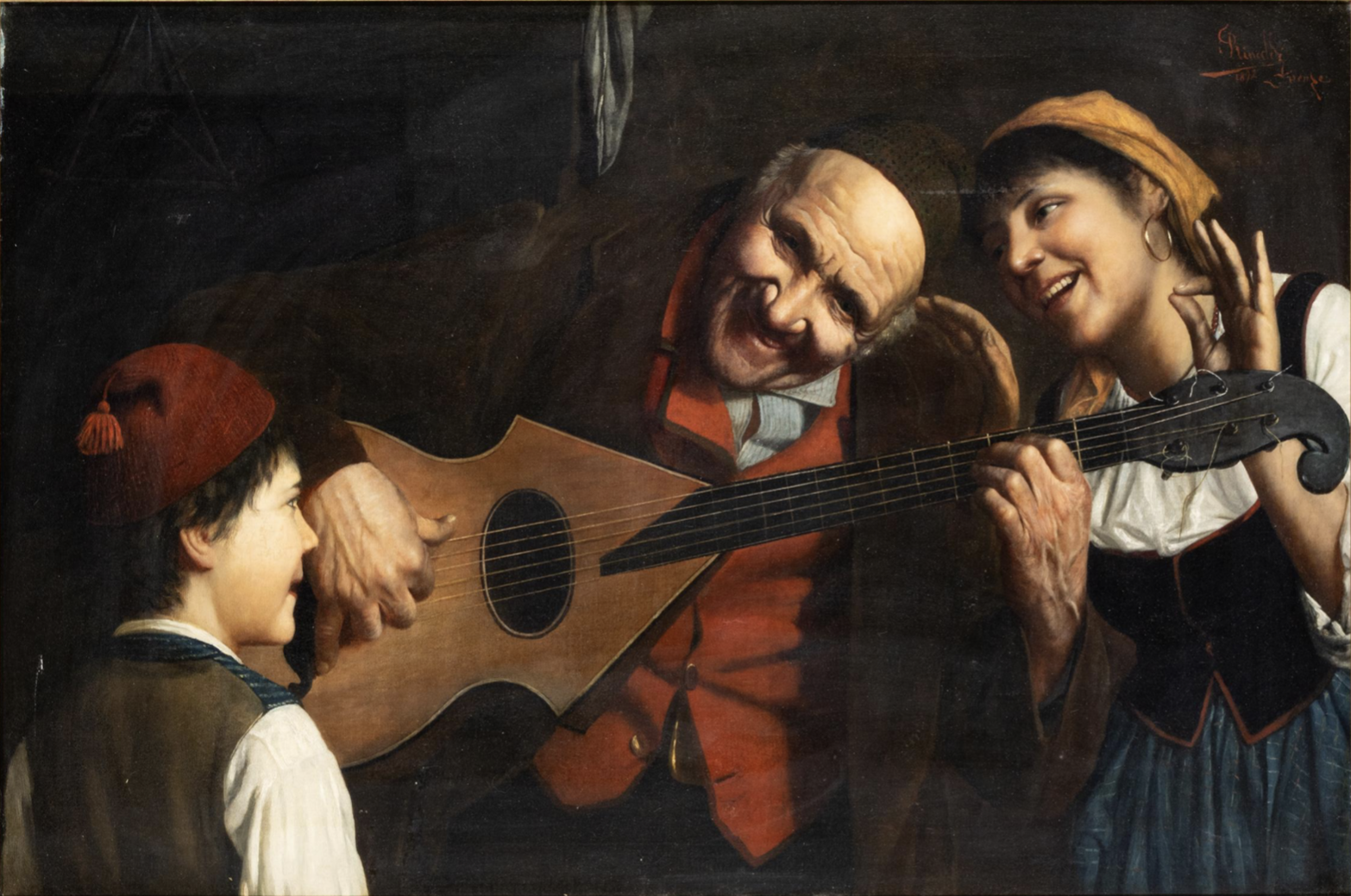
Il chitarrista